# Świadectwo Dojrzałości
Świadectwo Dojrzałości – polski zespół jazz-rockowy, powstały na początku 1977 roku w Warszawie.

## Historia
Formację powołali do życia dwaj doświadczeni, aczkolwiek wówczas bezrobotni muzycy: Wojciech Bruślik (lider; gitara basowa) i Wojciech Morawski (perkusja), który zaproponował założenie zespołu w celu wygrania zbliżającej się, kolejnej edycji festiwalu Jazz nad Odrą we Wrocławiu. Muzycy, których Bruślik zaprosił do współpracy to: Dariusz Kozakiewicz (gitara solowa), Krzysztof Orłowski (fortepian, instrumenty klawiszowe) i Szczepan Dudek (saksofon). Wkrótce jednak okazało się, że termin zgłoszeń do udziału w festiwalu minął i Świadectwo Dojrzałości wzięło udział w przesłuchaniach konkursowych, dzięki pomocy ówczesnego dyrektora muzycznego imprezy Wojciecha Karolaka. Po kilkutygodniowej fazie ćwiczeń w klubie Stodoła, z przygotowanym nieco w pośpiechu programem, formacja wystartowała w konkursie festiwalu Jazz nad Odrą, odbywającym się we wrocławskiej Hali Ludowej (w jury zasiadł m.in. Zbigniew Namysłowski, który według słów Bruślika był zespołowi nieprzychylny mimo plotki, że dzięki niemu wygrał). 20 marca 1977 roku zespół, jako pierwszy w kolejności zaprezentował cztery utwory: Błotnik, Świątynia dumania, Hulaj dusza oraz Złota rączka, zdobywając I nagrodę oraz nagrodę dziennikarzy (ku oburzeniu części słuchaczy i dziennikarzy), zaś W. Morawski zajął III miejsce w kategorii solistów.
Bezpośrednim efektem wrocławskiego sukcesu była sesja nagraniowa, która miała miejsce 19 kwietnia 1977 roku (dokładnie miesiąc po zakończeniu festiwalu) w Programie III PR, podczas której Świadectwo Dojrzałości zarejestrowało cztery kompozycje, autorstwa W. Bruślika: Błotnik, Ladaco, Świątynia dumania i Aksjomat, a także jeden utwór autorstwa D. Kozakiewicza pt. Hulaj dusza. W sesji nagraniowej wziął udział gościnnie Wojciech „Malina” Kowalewski (instrumenty perkusyjne). Utwory: Świątynia dumania, Błotnik i Aksjomat – zostały jeszcze w tym samym roku opublikowane na winylowej kompilacji pt. Jazz nad Odrą '77 – Laureaci, która ukazała się w kolekcjonerskiej serii Klubu Płytowego PSJ pod nazwą Biały Kruk Czarnego Krążka, nakładem PolJazzu. W sierpniu 1977 roku zespół w trzyosobowym składzie – bez Sz. Dudka (nie otrzymał paszportu) i K. Orłowskiego (względy osobiste) – zagrał serię koncertów w klubach w RFN, prezentując odmienny repertuar, oparty głównie na kompozycjach Jimiego Hendriksa. Po powrocie z Niemiec, warszawska formacja przestała istnieć, zaś jej muzycy zajęli się na powrót współpracą z innymi wykonawcami. Świadectwo Dojrzałości reaktywowało się na dwa występy. W 1984 roku zespół wystąpił w ramach jubileuszu festiwalu Jazz nad Odrą oraz 12 lutego 1994 roku w ramach festiwalu „Jazz na kanapie” w Oleśnicy). 17 czerwca 2016 roku miała swą premierę płyta pt. Hulaj dusza, wydana nakładem wytwórni Gad Records. Na krążku znalazło się dziewięć instrumentalnych utworów: pięć studyjnych i cztery koncertowe z koncertu finałowego na festiwalu Jazz nad Odrą (20 marca 1977 roku).

## Dyskografia[1]

### Albumy
- Hulaj dusza (CD, Gad Records GAD CD 043, 2016)

### Kompilacje
- Jazz nad Odrą '77 – Laureaci (LP, PolJazz, Z-SX0648, 1977)[5]

### Nagrania radiowe
- Program III PR (19.04.1977): Błotnik, Ladaco, Świątynia dumania, Aksjomat, Hulaj dusza